# Renishaw plc
Renishaw ist ein mittelständischer britischer Hersteller von Produkten für industrielle Messtechnik, Rapid Prototyping, selektives Laserschmelzen sowie Medizintechnik.

## Geschichte
Renishaw wurde im Jahre 1973 von David McMurtry und John Deer gegründet. Das erste Produkt war ein taktiler Sensor für Koordinatenmessgeräte für besondere Messanforderungen für die Olympus-Triebwerke des Überschallflugzeugs Concorde. Dieses war der Grundstein für darauf folgende Produkte und Dienstleistungen.
Renishaw wird seit dem November 1984 bei der London Stock Exchange gehandelt. Im Jahr 2006 kaufte das Unternehmen ‘itp’, einen Hersteller von Präzisionstastern in Völklingen. Anfang 2009 erreichte die Weltfinanzkrise Renishaw, was Arbeitsplatzabbau und Einbußen beim Arbeitsentgelt bedeutete. Schon ein Jahr später erholte sich das Geschäftsumfeld und Renishaw stellte neue Mitarbeiter ein. Im Jahr 2010 kaufte das Unternehmen den Vermessungstechnikspezialisten Measuring Devices Ltd. 2011 kaufte Renishaw eine ehemalige Bosch-Fabrik in Miskin, Wales und eröffnete dort 2012 einen neuen Standort.

## Geschäftsbereiche
Renishaw unterteilt seine Geschäftsbereiche in Metrologie und Medizintechnik.
Die Metrologie umfasst dabei Koordinatenmessgeräte, Sensoren für CNC-Maschinen, Geräte für Rapid Prototyping insbesondere auf selektives Laserschmelzen (SLM)basierende 3D-Drucker, Kodierer für mechanische Bewegungen und Laserinterferometer für  Prozessüberwachung sowie Raman-Spektroskopiegeräte für die Spektralanalyse von Materialien.
Die Medizintechnik umfasst medizinische Geräte für die Neurochirurgie sowie individuell 3D-gedruckte Implantate und Zahnersatzteilprothesen.

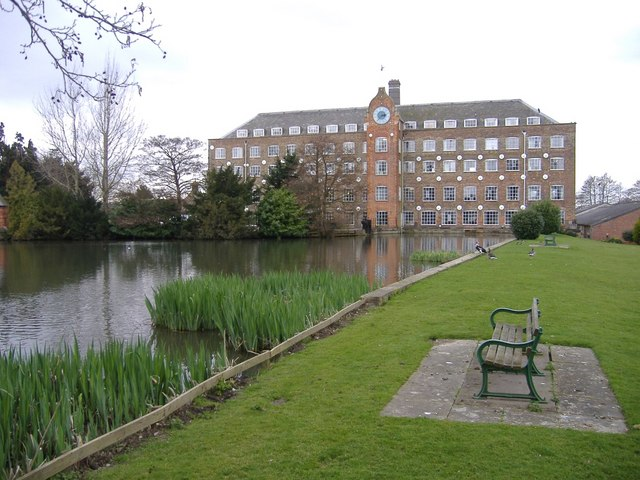
Zentrale bei Wotton-under-Edge

## Standorte
Der Großteil der Forschung und Entwicklung sowie die Produktion findet im Vereinigten Königreich statt, hauptsächlich in der Grafschaft Gloucestershire. Dort befindet sich auch die Zentrale, in einer Mühle aus dem 19. Jahrhundert  bei Wotton-under-Edge. Ein weiterer Standort ist Miskin in Wales. Internationale Standorte sind Dublin in Irland und Pune in Indien. In Deutschland ist die Renishaw GmbH in Pliezhausen vertreten.